# Country-Musik 1962
Die Liste bietet eine Übersicht über das Jahr 1962 im Genre Country-Musik.

## Top Hits des Jahres

### Nummer-1-Hits
- 6. März – Walk on By – Leroy Van Dyke[1]
- 10. März – Misery Loves Company – Porter Wagoner[2]
- 17. März – That's my Pa – Sheb Wooley[3]
- 31. März – She's got You – Patsy Cline[4]
- 28. April – Charlie's Shoes – Billy Walker[5]
- 19. Mai – She thinks I still care – George Jones[6]
- 30. Juni – Wolverton Mountain – Claude King[7]
- 1. September – Devil Woman – Marty Robbins[8]
- 27. Oktober – Mama sang a Song – Bill Anderson[9]
- 10. November – I've been everywhere – Hank Snow[10]
- 29. Dezember – Don't let me cross over – Carl Butler and Paerl[11]

### Weitere große Hits
- Adios Amigo – Jim Reeves
- A Wound Time Can't Erase – Stonewall Jackson
- Trouble's back in Town – Wilburn Brothers
- Losing Your Love – Jim Reeves
- A little Heartache – Eddy Arnold
- Lonesome Number One – Don Gibson
- The Comeback – Faron Young
- A little bitty Tear – Burl Ives
- Alla my Love – Webb Pierce
- Everybody but me – Ernest Ashworth
- I can mend your broken Heart – Don Gibson
- Crazy – Patsy Cline
- If a Woman answers (Hang up the phone) – Jim Reeves
- Unloved, Unwanted – Kitty Wells
- Success – Loretta Lynn
- Nobody's fool but yours – Buck Owens
- PT 109 – Jimmy Dean
- It Keeps right on a-Hurtin – Johnny Tillotson
- Old Rivers – Walter Brennan
- I'm gonna change everything – Jim Reeves
- Crazy Wild Desire – Webb Pierce
- Funny Way of Laughing – Burl Ives
- Call Me Mr. In-Between – Burl Ives
- Aching, Breaking Heart – George Jones
- Three Days – Faron Young
- Take Time – Webb Pierce
- Air Mail to Heaven – Carl Smith
- Happy Journey – Hank Locklin
- What I Feel in My Heart – Jim Reeves
- I've Been Everywhere – Hank Snow
- When I Get Through with You – Patsy Cline
- Tennessee Flat-Top Box – Johnny Cash
- If You don't know I ain't gonna tell you – George Hamilton IV
- After Loving You – Eddy Arnold
- Tears Broke Out on me – Eddy Arnold
- Willingly – Shirley Collie & Willie Nelson
- Footsteps of a Fool – Judy Lynn
- Touch Me – Willie Nelson
- Willie the Weeper – Billy Walker[12]

## Top Alben des Jahres
- Modern Sounds in Country and Western Music – Ray Charles
- San Antonio Rose – Ray Price
- 500 Miles Away Fromm Home – Bobby Bare
- Sentimentally Yours – Patsy Cline
- ...And Then I Wrote – Willie Nelson
- All Aboard the Blue Train – Johnny Cash
- The Sound of Johnny Cash – Johnny Cash
- Rawhide's Clint Eastwood Sings Cowboy Favorites – Clint Eastwood[13]

## Geboren
- 13. Januar – Trace Adkins
- 7. Februar – Garth Brooks.
- 11. Februar – Sheryl Crow
- 2. April – Billy Dean
- 2. April – Linda Davis
- 7. August – Alison Brown

## Die wichtigsten Auszeichnungen

### Grammys
- Best Country and Western Recording – Big Bad John – Jimmy Dean[14]

## Neuaufnahmen in dieCountry Music Hall of Fame
- Roy Acuff (* 1903; † 1992)[15]